# 李碩卿 (詩人)
李碩卿（1882年—1944年），名燦煌，字碩卿，又字石鯨，號秋鱗，晚號退嬰，新北樹林人，台灣日治時代傳統漢詩人、記者。著有《東台吟草》。

## 簡介
明治38年（1905年），和台北文人黃純青、劉克明、王少濤等共創「詠霓詩社」。明治42年（1909年），「瀛社」創立時，被推舉為評議委員。曾任板橋林家家庭教師。明治44年（1911年），擔任「台灣日日新報」漢文版主筆。大正元年（1912年），離開台日，遷居基隆，任顏雲年家庭塾師，並開設「保粹山房」以教授生徒。大正15年（1926年），設立「月曜吟社」。昭和5年（1930年）擔任「詩報」顧問。昭和14年（1939年）刊行《東台吟草》，為其遊歷宜蘭、花蓮、台東、屏東之作。